# Neognophomyia bisecta
Neognophomyia bisecta är en tvåvingeart som först beskrevs av Alexander 1920.  Neognophomyia bisecta ingår i släktet Neognophomyia och familjen småharkrankar. Inga underarter finns listade i Catalogue of Life.